# 热尔默奈
热尔默奈（法語：Germenay，法語發音：[ʒɛʁmənɛ]）是法国涅夫勒省的一个市镇，属于克拉姆西区。

## 地理
热尔默奈（47°16'56"N, 3°35'45"E）面积12.91 平方千米，位于法国勃艮第-弗朗什-孔泰大區涅夫勒省，该省份为法国中部省份，北至约讷省，西北接卢瓦雷省，西接谢尔省，南至阿列省，东南接索恩-卢瓦尔省，东临科多尔省。
与热尔默奈接壤的市镇（或旧市镇、城区）包括：沙勒芒、阿南、绍莫、迪罗勒、埃里、约讷河畔马里尼、莫拉什。

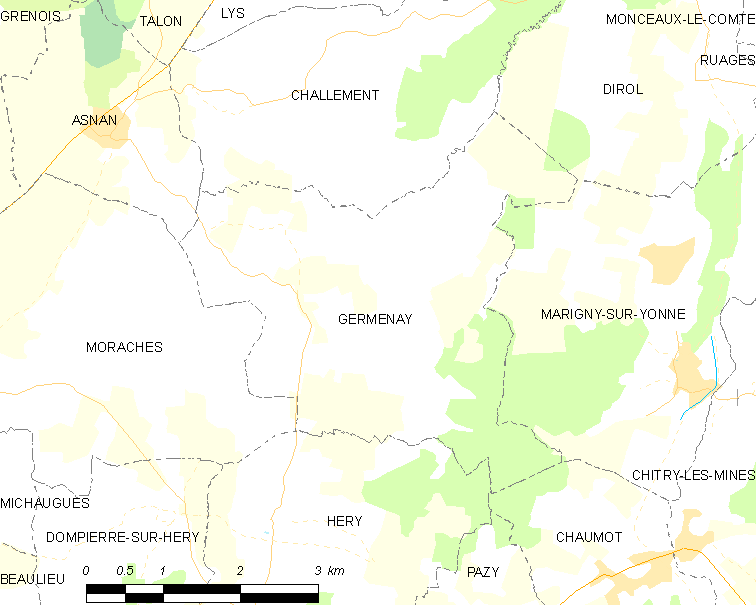
热尔默奈的OSM定位图

热尔默奈的时区为UTC+01:00、UTC+02:00（夏令时）。

## 行政
热尔默奈的邮政编码为58800，INSEE市镇编码为58123。

## 政治
热尔默奈所属的省级选区为科尔比尼县。

## 人口

1962-2008年间热尔默奈人口变化图示

热尔默奈于2022年1月1日时的人口数量为120人。